# バイルシュタイン・データベース
バイルシュタイン・データベース（Beilstein database）は有機化学の分野で最も大きいデータベースの1つであり、通称「バイルシュタイン」で知られる。1771年以来の化学文献を収載し、現在約930万の化合物、960万の化学反応、および200万件のオリジナル文献に関する情報を含む。
もともとフリードリヒ・バイルシュタインによって1881年に創刊された有機化学ハンドブックHandbuch der organischen Chemieであり、これを基に有料電子データベース化された。現在Beilstein-Institut zur Förderung der Chemischen Wissenschaften（マックス・プランク研究所により1951年創立された）によって運営されている。
現在はエルゼビアMDL社（エルゼビア傘下）のシステムCrossFire (現在はReaxys 検索システムに統合)によって検索するようになっている。